# هزار و یک شب ایتالیایی

صحنه‌ای از فیلم.

هزار و یک شب ایتالیایی (ایتالیایی: Le mille e una notte all'italiana) یک فیلم کمدی به کارگردانی کارلو اینفاشلی است که در سال ۱۹۷۳ منتشر شد.

## گزیدهٔ بازیگران
- جاکومو ریتسو
- سالواتوره پونتیلو
- مائوریتسیو مرلی
- مالیسا لونگو
- ماریو فررا
- ارکیده‌آ د سانتیس
- الیو کرووتو